# Chetma
Chetma (em árabe: شتمة) é uma cidade e comuna localizada na província de Biskra, Argélia. Segundo o censo de 2008, a população total da cidade era de 13 699 habitantes.